# Рене фон Ріттер
Рене фон Ріттер (нім. René von Ritter; 26 травня 1885, Марбург-ан-дер-Драу — 3 жовтня 1959, Ґрац) — австро-угорський, австрійський і німецький офіцер, генерал-майор вермахту (1 квітня 1942).

## Біографія
18 серпня 1906 року вступив в австро-угорську армію. Учасник Першої світової війни, після завершення якої продовжив службу в австрійській армії. З 1 вересня 1934 року — викладач Терезіанської академії. Після аншлюсу 15 березня 1938 року автоматично перейшов у вермахт. 1 квітня 1938 року переведений у військове училище Вінер-Нойштадта. З 10 листопада 1938 року— командир частин зв'язку 5-го військового округу. З 1939 року — вищий керівник частин зв'язку при інспекції східних укріплень. З 1942 року — керівник частин зв'язку при головнокомандувачі військами на Заході і гори головнокомандувачі групи армій «D». 15 травня 1942 року переведений в резерв фюрера, а 30 вересня звільнений у відставку.  

## Нагороди
- Ювілейний хрест
- Маріанський хрест
- Медаль «За військові заслуги» (Австро-Угорщина)
  - бронзова з мечами
  - 2 срібні з мечами
- Хрест «За військові заслуги» (Австро-Угорщина) 3-го класу з військовою відзнакою і мечами
- Військовий Хрест Карла
- Залізний хрест 2-го класу
- Пам'ятна військова медаль (Австрія) з мечами
- Почесний знак «За заслуги перед Австрійською Республікою», золотий знак
- Хрест «За вислугу років» (Австрія) 2-го класу для офіцерів (25 років)
- Почесний хрест ветерана війни з мечами
- Медаль «За вислугу років у Вермахті» 4-го, 3-го, 2-го і 1-го класу (25 років)
- Хрест Воєнних заслуг 2-го і 1-го класу з мечами